# Dylan Bronn
Dylan Daniel Mahmoud Bronn (* 19. Juni 1995 in Cannes, Frankreich) ist ein tunesischer Fußballspieler, der  auch für die tunesische Nationalmannschaft aktiv ist. Er spielt auf der Position des Innenverteidigers.

## Karriere

### Verein
Bronn begann seine Karriere bei der AS Cannes in Frankreich und wechselte von dort 2016 zu Chamois Niort in die Ligue 2. Er gab sein Ligadebüt am 29. Juli 2016 bei einem 0:0-Unentschieden gegen RC Lens im Stade René Gaillard und konnte sich danach als Stammspieler in der Verteidigung etablieren. Durch gute Leistungen erregte der das Interesse des belgischen Erstligisten KAA Gent, die ihn zu Beginn der Saison 2017/18 unter Vertrag nahmen. Er gab sein Ligadebüt am 6. August 2017 bei einer 0:1-Heimniederlage gegen Royal Antwerpen. Sein erstes Tor erzielte er am 24. November 2017 gegen Royal Excel Mouscron. Bei Gent erlangte er zunächst ebenfalls einen Status als Stammspieler. In der Saison 2019/20 wurde er bis Jahresende nur bei vier von 21 möglichen Ligaspielen eingesetzt. Hinzu kam je ein Spiel im belgischen Pokal und in der Europa League. Zum Jahreswechsel wechselte Bronn zum französischen Erstligisten FC Metz, wo er einen Vertrag bis Juni 2024 unterschrieb. Doch schon im Sommer 2022 wechselte er weiter zu US Salernitana in die italienische Serie A.
In der Winterpause der Saison 2023/24 wurde Bronn bis Ende Saison an den Schweizer Erstligisten Servette FC aus Genf verliehen. Nach seiner Rückkehr von der Leihe, absolvierte Bronn noch 24 Ligaspiele für Salernitana. Seinen auslaufenden Vertrag erneuerte er nicht mehr, sondern wechselte nun fix zum Servette FC. Er erhielt einen Einjahresvertrag bei den Schweizern.

### Nationalmannschaft
Er gab sein Debüt für die tunesische A-Nationalmannschaft in einem Freundschaftsspiel gegen Marokko am 28. März 2017 und spielte über die gesamte Spielzeit bei einer 0:1-Niederlage. Er vertrat Tunesien bei der Fußball-Weltmeisterschaft 2018 in Russland und erzielte einen Treffer im Vorrundenspiel gegen Belgien, welches mit 2:5 verloren ging. Bronn gehörte auch zum Kader der tunesischen Nationalmannschaft beim Afrika-Cup 2019 und spielte dort bei sechs Spielen jeweils über die volle Dauer. Zwei Spiele wurden dabei verlängert. Nur im Finale wurde er nicht eingesetzt.

## Persönliches
Bronn wurde in Frankreich geboren und ist mütterlicherseits tunesischer Abstammung und väterlicherseits deutscher Abstammung.